# Calendrier de l'Avent

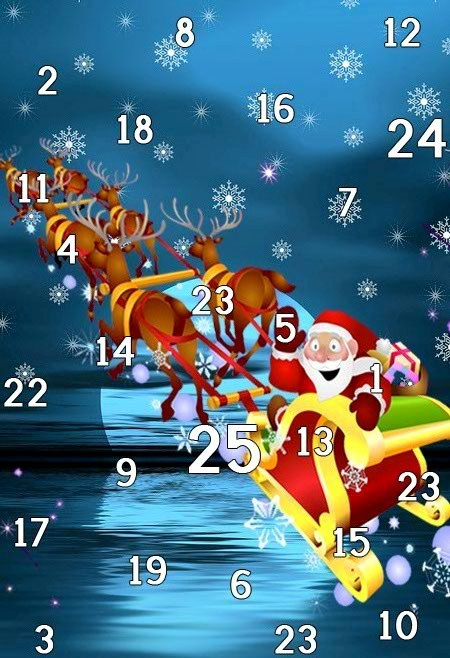
Calendrier de l'Avent populaire. Ce type de calendrier de l'Avent est largement vendu par les enseignes de grande distribution.

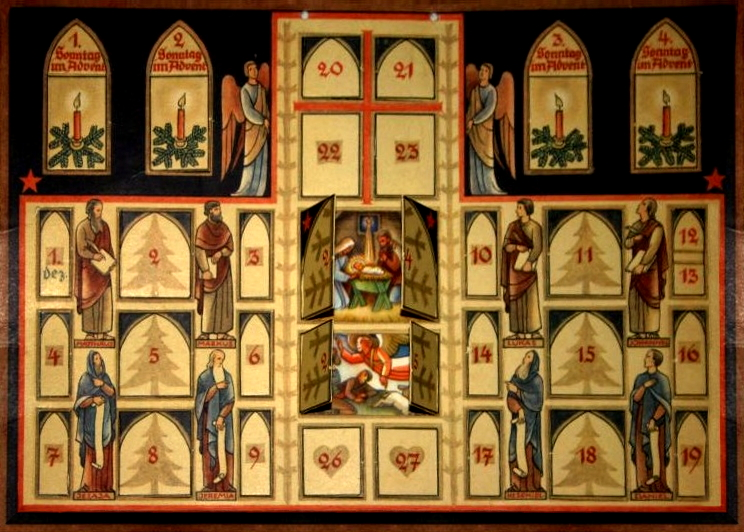
Calendrier de l'Avent liturgique. Derrière les 24e et sont représentées respectivement la Nativité et l'adoration des bergers.

Le calendrier de l'Avent est un calendrier sur lequel une petite fenêtre est ouverte chaque jour afin de faire patienter les enfants jusqu'à Noël. Cette pratique fait écho à l'attente des chrétiens lors du temps de l'Avent et trouve son origine en Allemagne au début XXe siècle à la suite d'une idée de rythmer les jours restants avant Noël apparue à la fin du XIXe siècle. La forme actuelle du calendrier avec de petits cadeaux derrières les fenêtres apparaît en 1958 et avant d'être adoptée en masse à partir des années 1970. Il s'agit alors de chocolats ou de confiseries, puis les années 2010 voient l'apparition de divers autres produits commerciaux.

## Origine

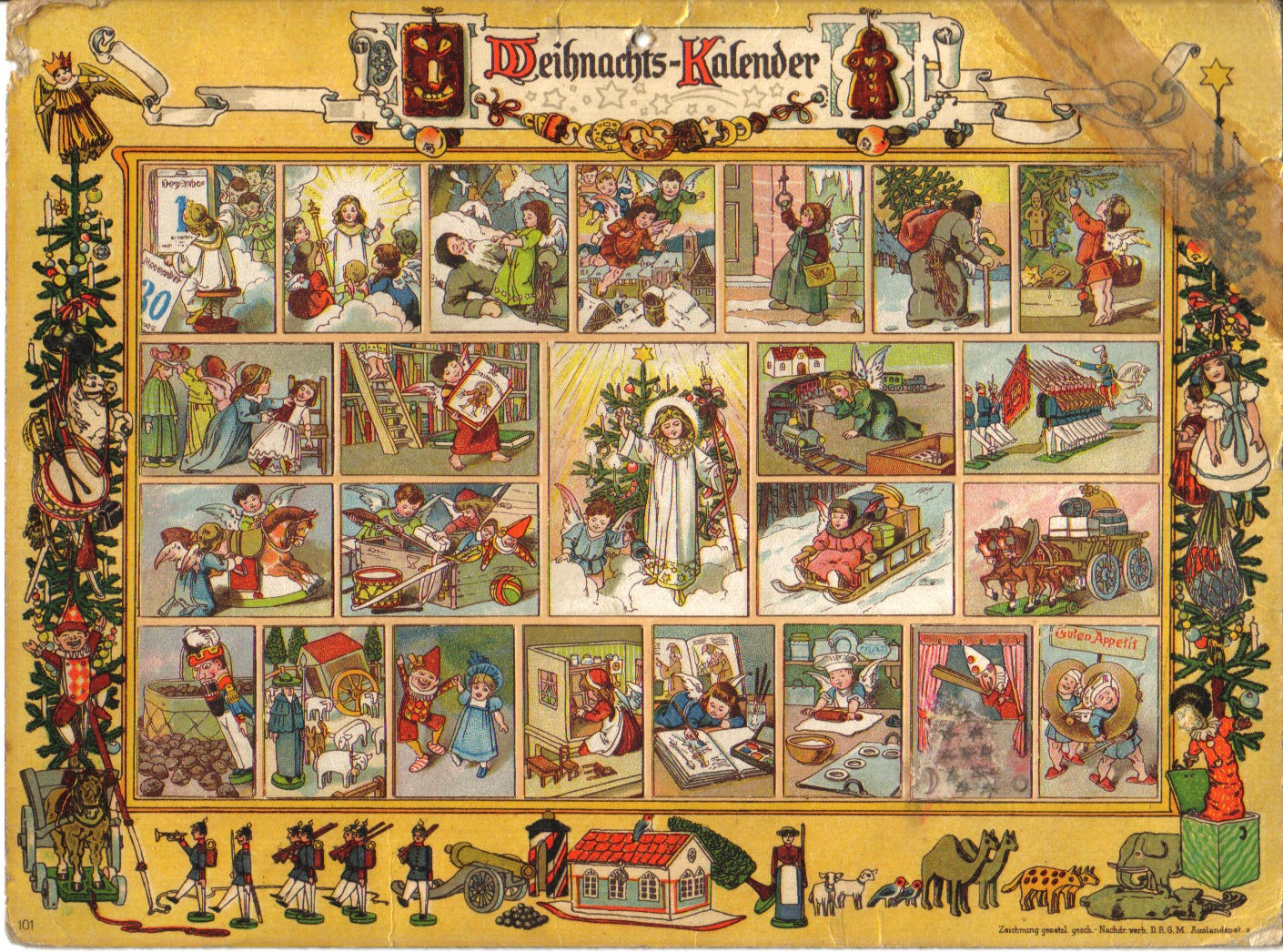
Im Lande des Christkinds, calendrier de l'Avent dessiné par et publié par Gerhard Lang en 1903,.

L'idée de compter les jours avant Noël est originaire d'Allemagne. En effet, dès le XIXe siècle, il était de tradition dans ce pays de donner chaque matin aux enfants des images pieuses durant les 24 ou 25 jours précédant Noël.
En 1908, Gerhard Lang (de), éditeur de livres médicaux à Munich, est le premier à commercialiser un calendrier composé de petits dessins colorés reliés à un support en carton. 
En 1920, est commercialisé le premier calendrier de l'Avent avec des petites portes ou fenêtres à ouvrir. Les années 1920 ont été une période faste en termes de créativité pour les calendriers de l'Avent. Certains étaient conçus avec des blocs détachables à colorier, d'autres calendriers étaient conçus comme une échelle vers le ciel sur laquelle un ange était chaque jour déplacé sur une marche plus haute, et c'est aussi à cette époque que les calendriers de l'Avent laïques ont peu à peu remplacé les calendriers religieux.
Dès 1958, apparaissent les premières surprises en chocolat placées derrière ces petites fenêtres : chacune d'entre elles est alors destinée à être mangée jour après jour. Le changement de mode de consommation des années 1970 permet sa commercialisation en masse et son adoption dans les foyers qui est néanmoins plus lente dans certains pays comme la France.  
Depuis les années 2010, de nombreux producteurs et artisans commercialisent des calendriers à destination des adultes, en remplaçant le chocolat par d'autres produits alimentaires (boissons alcoolisées, saucisson, thé, café, fromage) ou non (parfums, produits cosmétiques, jouets, CBD, goodies, papeterie, sex-toys, etc.).
Selon la psychanalyste Geneviève de Taisne, le calendrier de l'Avent permet aux enfants d'apprendre la patience.

## Forme

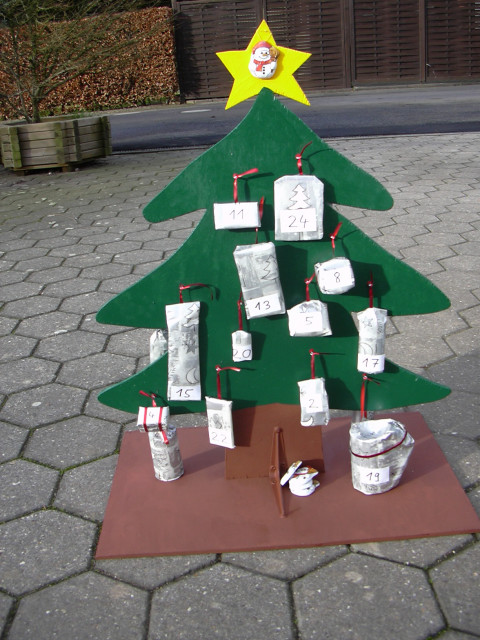
Calendrier de l'Avent en forme de sapin avec des petits cadeaux surprises.

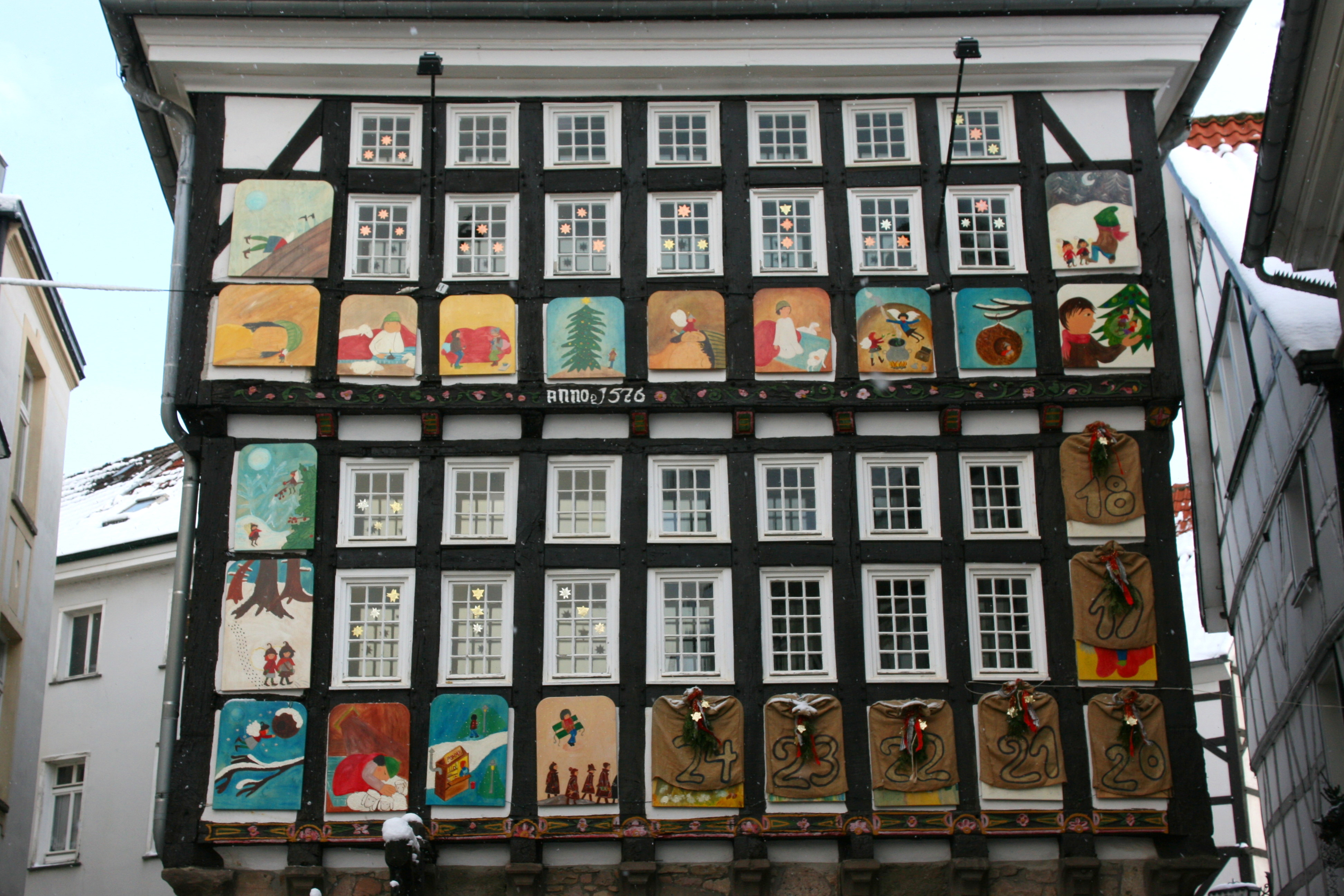
Calendrier de l'Avent découvrant chaque jour une image sur une façade de maison ancienne.

Le calendrier a souvent la forme d'une planche cartonnée dans laquelle sont prédécoupées 24 (ou plus rarement 25) fenêtres qu'on ouvre progressivement, une par jour. On peut alors y lire une phrase de l'Évangile ou y prendre ce qu'elle contient.
Certains calendriers, plus proches de l'idée originelle, n'ont pas systématiquement 24 jours, mais un nombre de jours variant entre 22 et 28 selon le jour où tombe Noël (dont dépend la durée de l'Avent).
Mais au XXIe siècle, les calendriers de l'Avent prennent des formes diverses : guirlandes de cornets, de chaussettes ou de sachets, séries de boîtes, coffrets plats en forme de sapin, de maisonnette, etc.
En Allemagne, des hôtels de ville se transforment souvent en calendrier de l'Avent géant, les fenêtres numérotées jouant le rôle des cases, découvrant peu à peu des scènes colorées ou des blasons. C'est le cas de la ville de Gengenbach dans le Bade-Wurtemberg.

## Extension du concept
Le principe d'un calendrier dévoilant progressivement des surprises, au fil des jours du mois de décembre, se retrouve sous d'autres formes à des fins d'éphémérides ludiques ou pédagogiques.
C'est le cas par exemple d'un calendrier de l'Avent permettant de découvrir des noms d'auteurs dont les œuvres tombent dans le domaine public au 1er janvier de l'année suivante.

## Nombre de jours des calendriers traditionnels
Le nombre de jours de l'Avent se calcule à partir de Noël. Noël est toujours le 25 décembre mais ce n'est pas toujours un dimanche. Le temps de l'Avent commence le quatrième dimanche avant Noël, appelé premier dimanche de l'Avent.
| Noël     | 4e dimanche de l'Avent | 3e dimanche de l'Avent | 2e dimanche de l'Avent | 1er dimanche de l'Avent | Jours de l'Avent |
| -------- | ---------------------- | ---------------------- | ---------------------- | ----------------------- | ---------------- |
| lundi    | 24 décembre            | 17 décembre            | 10 décembre            | 3 décembre              | 22 jours         |
| mardi    | 23 décembre            | 16 décembre            | 9 décembre             | 2 décembre              | 23 jours         |
| mercredi | 22 décembre            | 15 décembre            | 8 décembre             | 1er décembre            | 24 jours         |
| jeudi    | 21 décembre            | 14 décembre            | 7 décembre             | 30 novembre             | 25 jours         |
| vendredi | 20 décembre            | 13 décembre            | 6 décembre             | 29 novembre             | 26 jours         |
| samedi   | 19 décembre            | 12 décembre            | 5 décembre             | 28 novembre             | 27 jours         |
| dimanche | 18 décembre            | 11 décembre            | 4 décembre             | 27 novembre             | 28 jours         |

Les calendriers de l'Avent traditionnels peuvent donc avoir entre 22 et 28 jours ; les versions commerciales modernes en tiennent rarement compte et n'ont que 24 cases (le jour de Noël proprement dit, le 25 décembre étant atteint).